# Коралловый сиган
Коралловый сиган, или коралловый пестряк (лат. Siganus corallinus), — вид лучепёрых рыб из семейства сигановых (Siganidae). Широко распространены в Индо-Тихоокеанской области. Максимальная длина тела 35 см.

## Описание
Тело высокое, овальной формы, сжато с боков, покрыто мелкой циклоидной чешуёй. Щёки полностью покрыты чешуёй. Высота тела укладывается 1,7—2,4 раза в стандартную длину тела. Профиль головы (опускается под углом около 45° к горизонтальной оси тела) сильно вогнутый над глазами и у подбородка, поэтому рыло заметно выступает. В отличие от остальных представителей семейства у кораллового сигана линия, проведённая между передней и задней ноздрями, проходит через нижнюю треть орбиты глаза. Рот конечный, маленький. Челюсти не выдвижные, на обеих челюстях резцеобразные зубы расположены в один ряд. В спинном плавнике 13 колючих и 10 мягких лучей. Перед плавником расположена направленная вперёд маленькая колючка, которая часто покрыта кожей. В анальном плавнике 7 колючих и 9 мягких лучей. Жёсткие лучи спинного и анального плавников соединены с ядовитыми железами, которые располагаются у их основания. Уникальными являются их брюшные плавники, в которых за первым колючим лучом следуют 3 мягких луча, а затем идёт ещё один жёсткий луч. Хвостовой плавник слабовыемчатый у молоди (длина тела около 5 см) по мере роста рыб выемка плавника углубляется, и у взрослых рыб плавник сильновыемчатый.
Голова, тело и плавники оранжево-жёлтые. Голова, грудь и бока покрыты бледно-голубыми глазками с более тёмными синими краями. Пятнышки могут покрывать все бока или могут отсутствовать на задней и нижней сторонах. Глазки размером с булавочную головку и примерно такого же размера, как промежутки между ними. Иногда по бокам пятна более мелкие с большими промежутками. Пятна заходят на основания спинного и анального плавников, первый жёсткий и первый мягкий луч брюшных плавников тазового плавника. Иногда есть пятна на хвостовом стебле, но не заходят далее основания хвостового плавника. У мелких особей (длина около 4 см) по бокам проходят вертикальные голубые линии, которые по мере роста рыб фрагментируются в пятна. Вокруг глаза расположено диффузное, тёмное пятно треугольной формы. Радужка без пятен, оранжево-коричневая.
Максимальная длина тела 35 см, обычно до 20 см.

## Ареал и места обитания
Широко распространены в Индо-Тихоокеанской области. В западной части Индийского океана распространение приурочено главным образом к островным группам, таким как Сейшельские и Мальдивские острова. В западной части Тихого океана встречаются от юга Японии (острова Рюкю и Бонин) до Австралии и Новой Каледонии. Обнаружены у Вануату.
Обитают у коралловых рифов на глубине от одного до 30 м. Молодь длиной до 3-х см образует небольшие скопления (около 20 особей) на лугах морской травы, часто с особями других видов сигановых. После достижения длины 6 см образуют пары и перемещаются в более глубокие слои воды у рифов. Молодь питается обрастаниями на растительности, а взрослые особи — морскими травами.